# Fotografia glamour

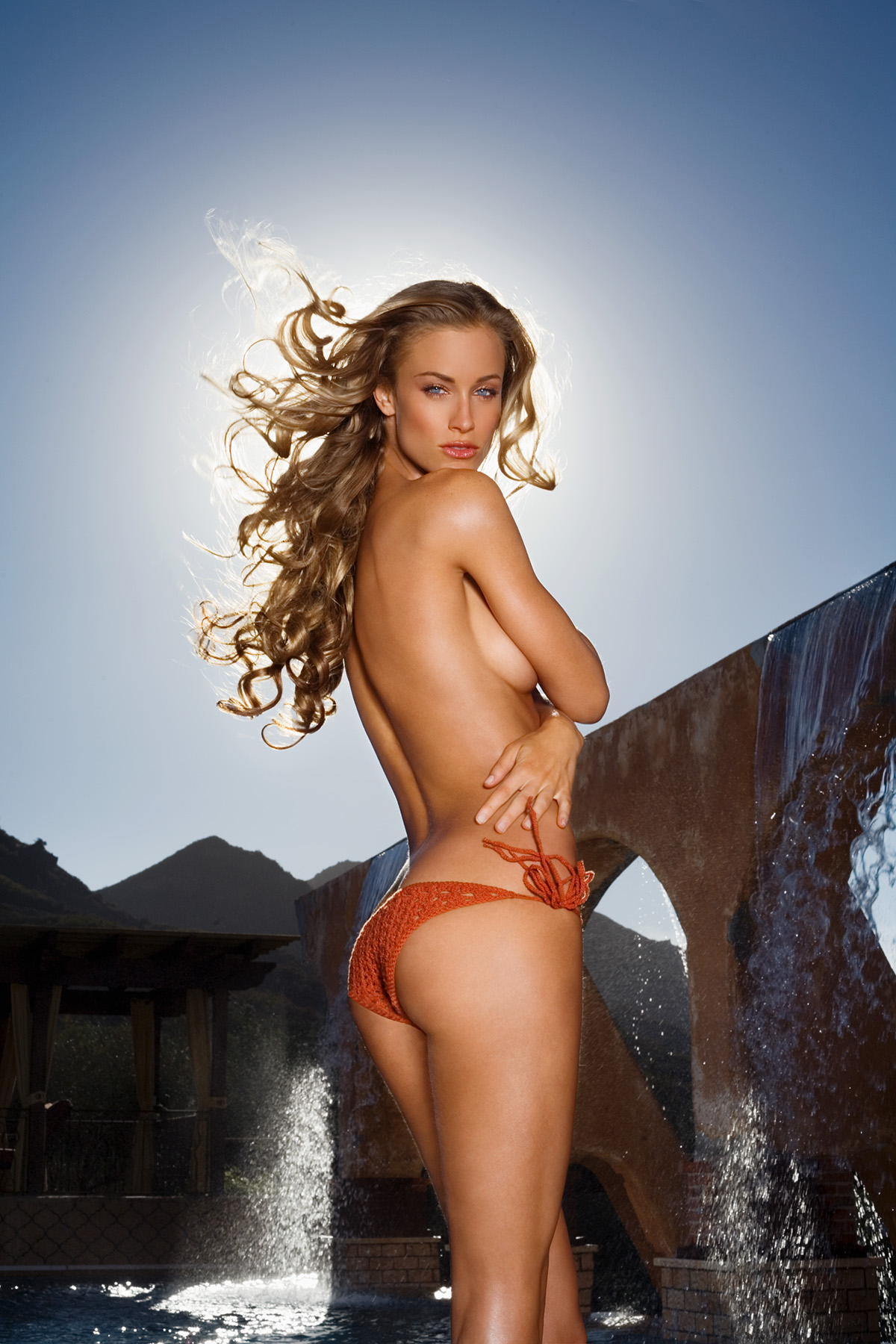
La model Michele Merkin posant seminua en una sessió de fotografia glamour.

La fotografia glamour és un tipus de fotografia en què els subjectes, normalment dones, són retratats d'una manera romàntica o sexualment atractiva. Els subjectes poden estar completament vestits o seminus, però la fotografia glamour no arriba a excitar deliberadament l'espectador i ser fotografia pornogràfica.
La fotografia glamour és generalment una composició amb el subjecte en una posició fixa. Els subjectes de la fotografia glamour sovint són models professionals, i les fotografies són normalment destinades a ús comercial, incloent la producció massiva de calendaris, pin-ups i per revistes masculines, com ara Playboy, però els subjectes amateur també s'utilitzen de vegades. Els fotògrafs usen una combinació de cosmètics, il·luminació i maquillatge amb la finalitat de produir una imatge més físicament atractiva de la model.

## Magazines i estrella de cinema
Les normes de fotografia glamour han canviat amb el temps, reflectint els canvis de l'acceptació social. En els anys 1920, els fotògrafs dels Estats Units - com ara Ruth Harriet Louise i Jorge Hurrell - es van fer famosos per aquest tipus de fotografia i per la seva destresa utilitzant tècniques d'il·luminació per desenvolupar efectes dramàtics. Durant la Segona Guerra Mundial, les fotografies tipus pin-up van ser molt populars entre els militars nord-americans. No obstant això, fins als anys 1950, l'ús de fotografies glamour en la publicitat o revistes masculines era quelcom summament polèmic i fins i tot il·legal. Les revistes que destaquen la fotografia glamour eren de vegades catalogades com a "revistes d'art" o "magazins de salut".

## Retrats populars

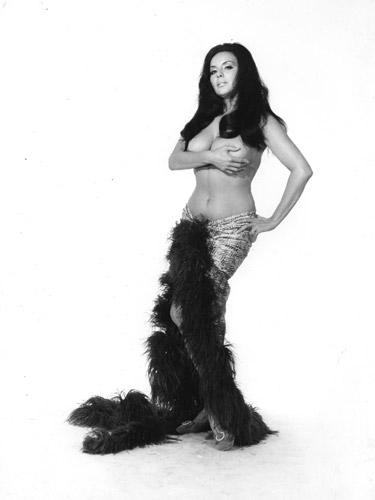
L'actriu Coca Sarli, símbol sexual durant diverses dècades, realitzant un handbra.

La fotografia glamour, des de la dècada del 1990, ha augmentat la seva popularitat entre el públic. Van crear-se estudis fotogràfics de glamour, oferint perruquers, maquilladors i retocadors professionals per permetre al públic tenir l'experiència com a "model". Aquests de vegades inclouen retrats de "tocador", però comunament són més usats per professionals i directors d'institut quan volen el seu millor look en els seus retrats.

## Revistes
La revista Playboy va contribuir decisivament al canvi del món de la fotografia glamour en tant que fou la primera revista que va enfocar models nus i va tenir com a objectiu el consumidor general. El desembre de 1953, Hugh Hefner va publicar la primera edició de Playboy amb Marilyn Monroe a la portada i les seves fotos nua a les pàgines interiors. L'estatus d'estrella de Monroe i la seva personalitat encantadora va ajudar a disminuir la protesta pública. Quan se li va preguntar a ella què tenia posat durant la sessió de fotos, ella va contestar: "La ràdio". Després de Playboy, moltes revistes van seguir el seu camí. Això va contribuir decisivament a l'obertura del mercat per a la introducció de la fotografia de glamour en la societat moderna. Avui, fotografies softcore de models nues apareixen en publicacions com ara Perfect 10 o el tabloide britànic The Sun.